# La Chapelle-Rainsouin
La Chapelle-Rainsouin is een gemeente in het Franse departement Mayenne (regio Pays de la Loire) en telt 234 inwoners (1999). De plaats maakt deel uit van het arrondissement Mayenne.

## Geografie
De oppervlakte van La Chapelle-Rainsouin bedraagt 18,0 km², de bevolkingsdichtheid is 13,0 inwoners per km².
Hier begint de rivier de Ouette te stromen.

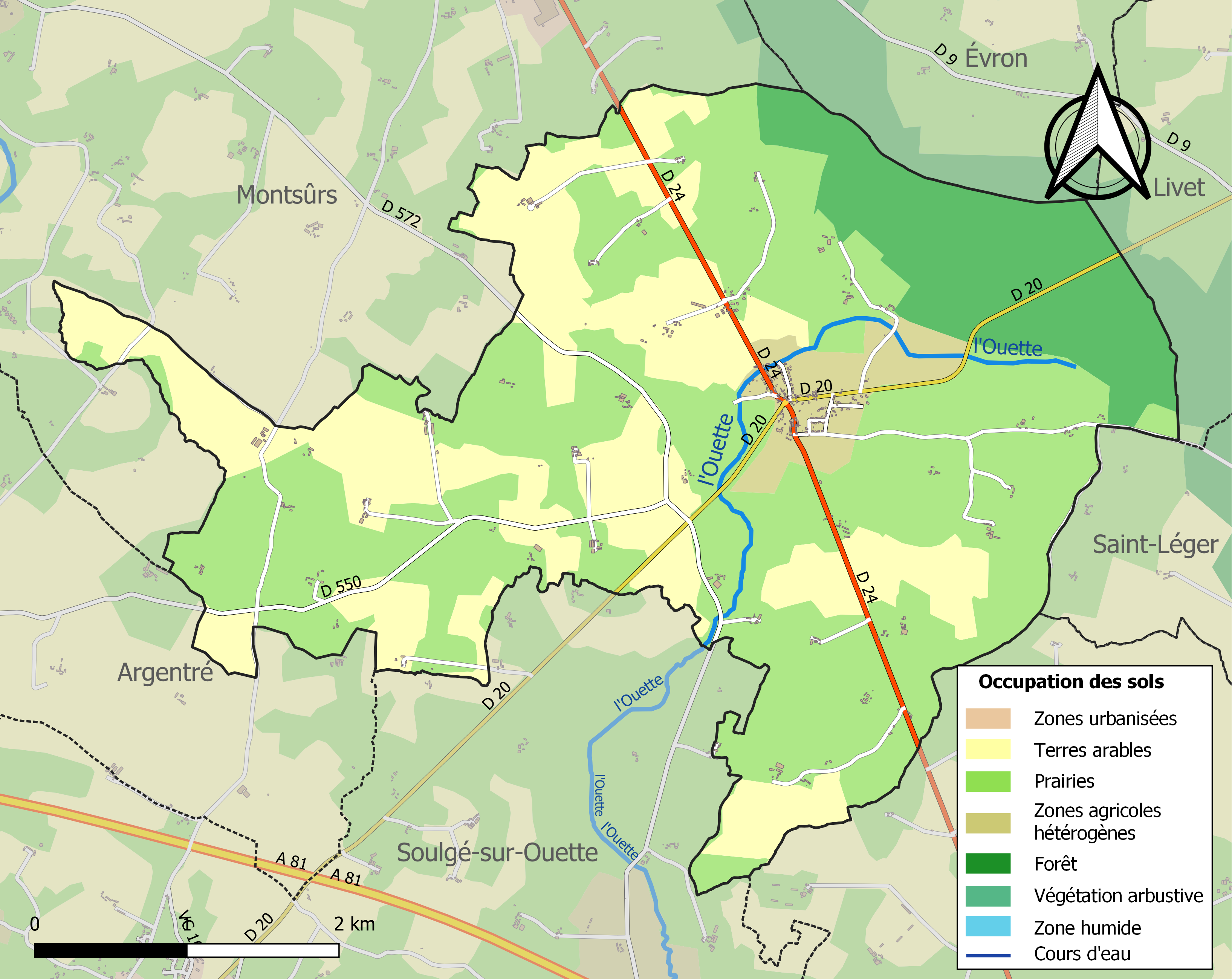
Kaart van de gemeente met de belangrijkste infrastructuur, bodemgebruik en omliggende gemeenten

## Demografie
Onderstaande figuur toont het verloop van het inwonertal (bron: INSEE-tellingen).

1. ↑  Populations de référence 2022.